# بيال/بيان
بيال (بالألمانية: Biel، بالفرنسية: Bienne) مدينة سويسرية تقع عند سفح الجبل مجموعة الأولى من جبال جورا وعلى الشواطئ الشمالية الشرقية لبحيرة بيال [الإنجليزية] (Bielersee، لاك دو Bienne)، وتقاسم الطرف الشرقي من البحيرة مع المدينة الشقيقة، Nidau، المركز الإداري للمقاطعة نيداو. نيوشاتل، سولوتورن وبرن (في رأس المال من سويسرا) كذبة الغرب والشرق والجنوب الشرقي من بيال / Bienne. إنهم جميعا يمكن التوصل إليها في 30 دقيقة تقريبا، إما بالقطار أو السيارة.
المدينة حوالي 50,000 نسمة.

## الجغرافيا

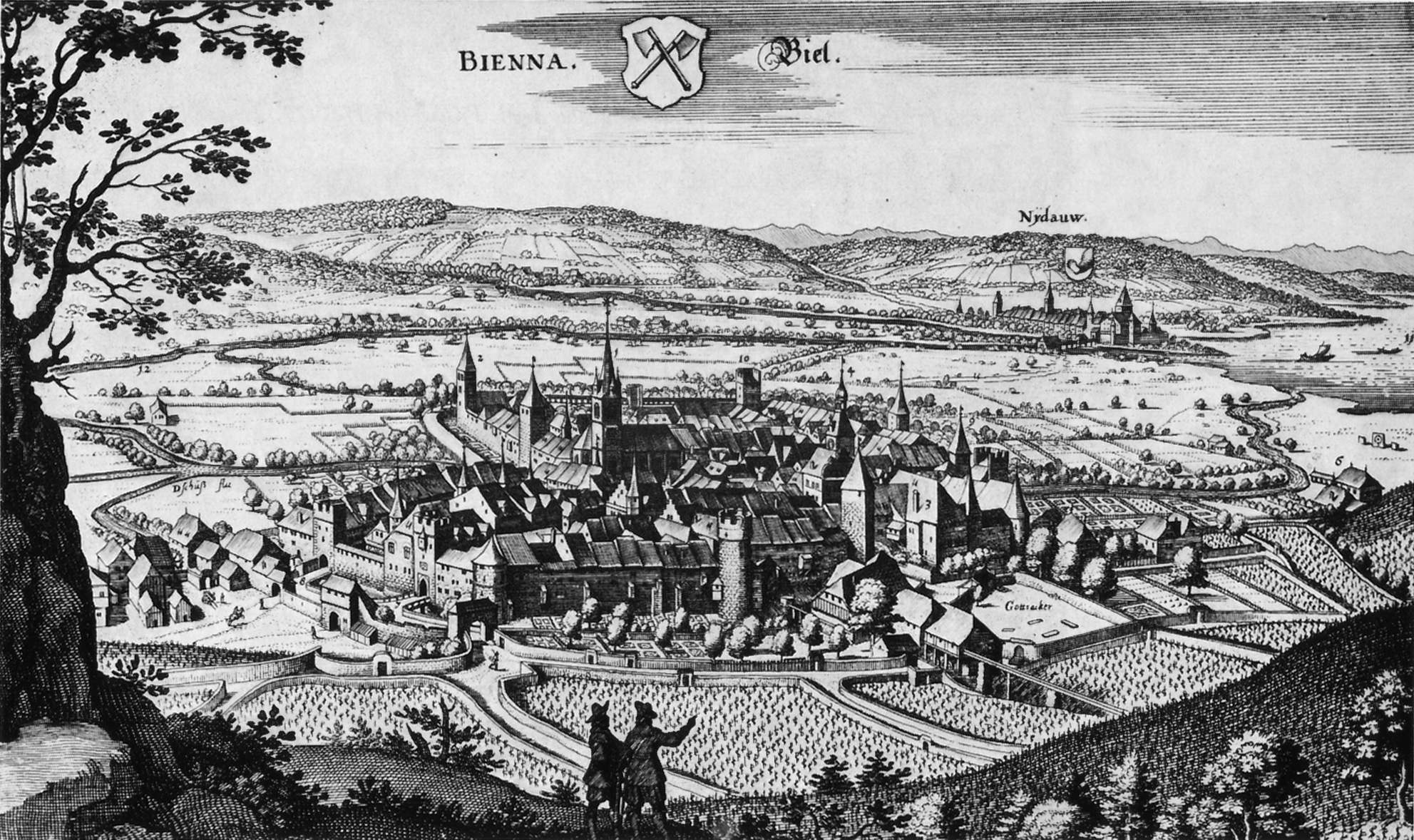
بيال 1642

بيال تبلغ مساحتها 21.3 كيلومتر مربع (8.2 ميل مربع). في هذا المجال، 10.1 ٪ يستخدم للأغراض الزراعية، في حين أن 46 ٪ من الغابات.
ما تبقى من الأرض، 43.2 ٪ تتم تسوية (مباني أو الطرق)، والباقي (0.8 ٪) غير قابل للإنتاج (الأنهار الجليدية).

## اللغة

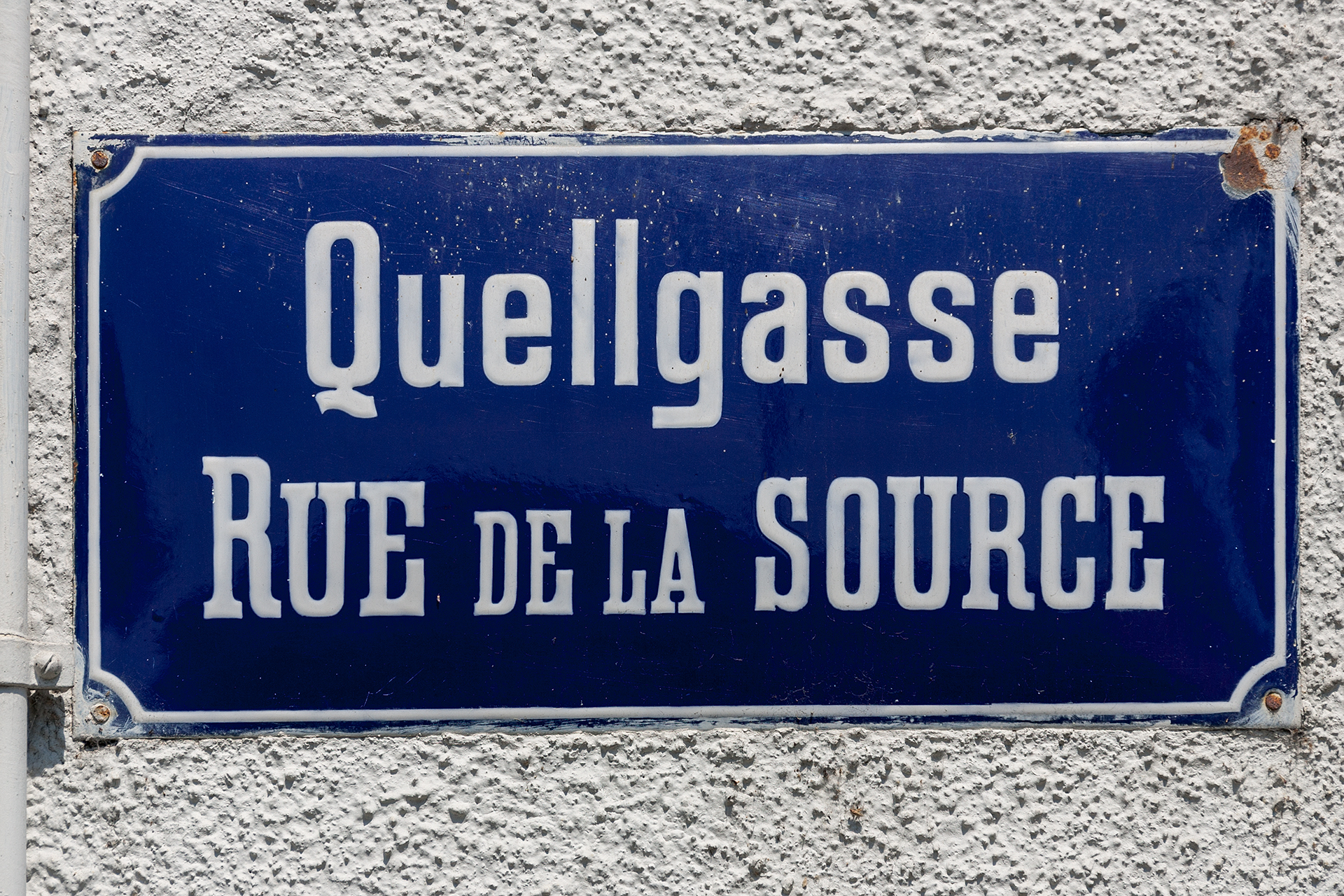
لافتات الشوارع بلغتين

معظم السكان (اعتبارا من عام 2000 يتحدث الألمانية (55.4 ٪)، مع الفرنسي هو الثاني الأكثر شيوعا (28.1 ٪) والإيطالية التي يجري الثالثة (6.0 ٪).
والمدينة هي رسميا لغتين (أكبر بلغتين مدينة في سويسرا). بالإضافة إلى ذلك في ما يقرب من 150 جنسية ممثلة في بيال.
في السنوات الأخيرة في المدينة قد استخدمت بحكمة أصولها اللغوية باعتبارها ميزة اقتصادية، لتصبح مدينة السويسري للاتصالات.
العديد من مراكز الاتصال التي تم إنشاؤها في أو حول بيال، بالإضافة إلى الشركات التقليدية التي أنشئت في المدينة والمنطقة المحيطة بها، والتي كانت دائما على تصدير معظم الإنتاج في جميع أنحاء العالم.

## السياحة
ميناء بيال هو نقطة انطلاق للرحلات النهرية الطبيعية الخلابة والبحيرة، والتي يمكن أن تتخذ لزوار مدينة سولوتورن، سانت بيتر وجزيرة ونيوشاتل البحيرات وMurten.
وجبال جورا ويسهل الوصول إليها من ترية بيال. يستغرق سبع دقائق فقط للوصول إلى ماغلنغن (حيث تقع مدرسة الاتحادية الرياضة).
بيال أيضا تعتبر نقطة انطلاق مثالية لرحلات الدراجات مع مجموعة واسعة من الطرق للاختيار من بينها.
كما نجد أيضا الحي الثقافي مع نيوهاوس شواب والمتاحف ومركز PasquArt ،مع الكنيسة القوطية (القرن 15th) والعديد من المطاعم المتخصصة قي الأكلات الرائعة الشرائح السمك الأبيض والنقانق الشهيرة مارك.

## العمل
المدينة وضواحيها تزدهر على الدقة والميكانيكا الدقيقة، وتصور وتصنيع عالية متخصصة، موجهة نحو إنتاج الآلات والأدوات. ويتم تصدير المنتجات في جميع أنحاء العالم، إلى جانب الساعات السويسرية الصنع من المعروف جيدا وماركات الساعات الشهيرة الموجودة في المدينة وضواحيها.
- روليكس ومنذ بداية تأسيس وتشغيل حركتهم والتقنية أجزاء مراكز الإنتاج في المدينة، وأيضا
- مجموعة سواتش لديها مجموعة وعدة ماركات المقر، وخصوصا أوميغا سا & سواتش هنا واتحاد صناعة الساعات السويسرية FH.
- جليكاين مراقبة التصنيع والإدارة.

بيال وقد بلغ معدل البطالة فيها 2.92 ٪. اعتبارا من عام 2005، كان هناك 138 شخصا يعملون في القطاع الاقتصادي الأساسي ونحو 20 من الشركات العاملة في هذا القطاع. 8869 شخص يعملون في القطاع الثانوي، وهناك 471 شركات في هذا القطاع. 23688 نسمة يعملون في قطاع التعليم العالي، 2228 مع الشركات في هذا القطاع.

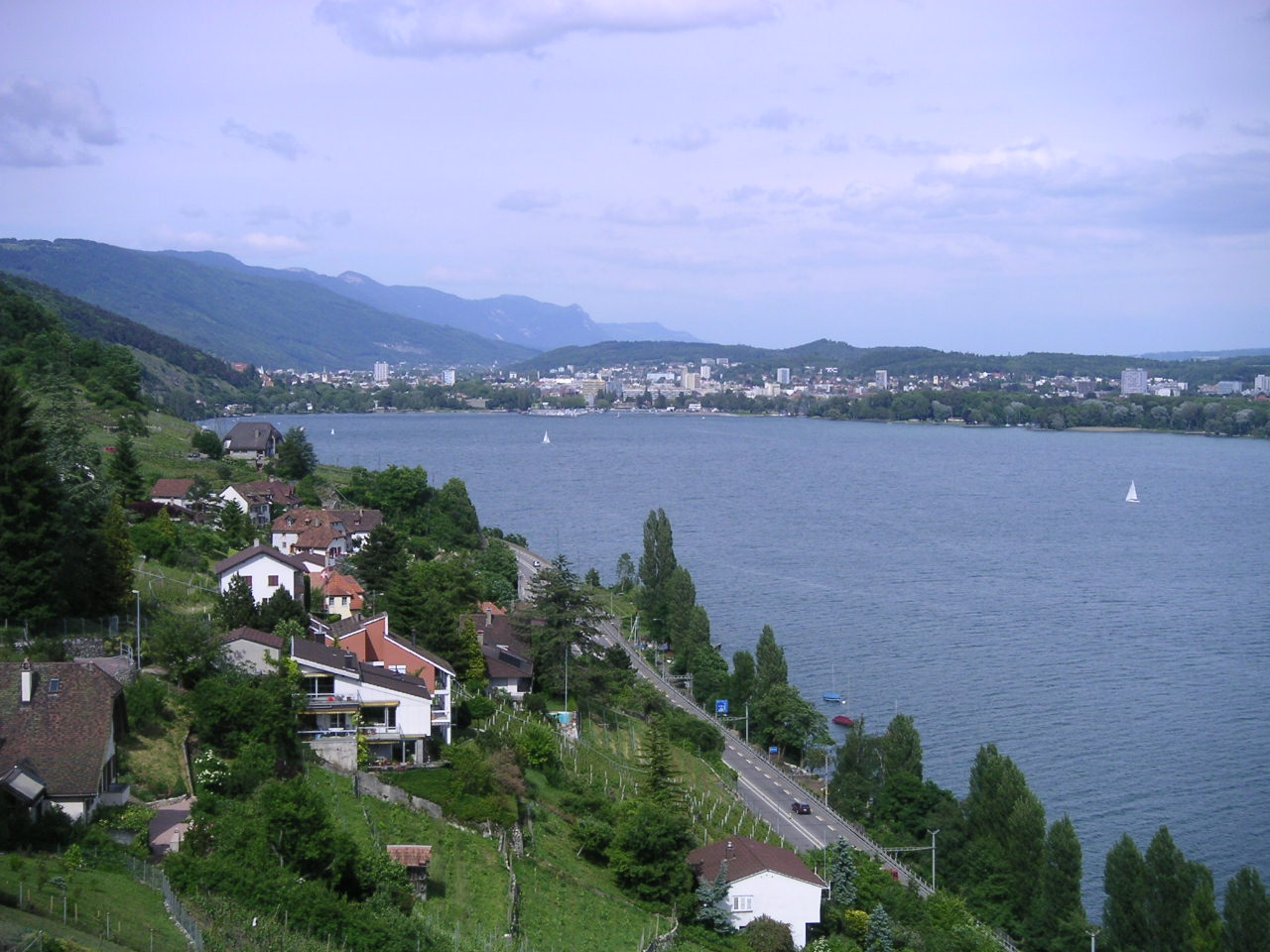
بحيرة بيال
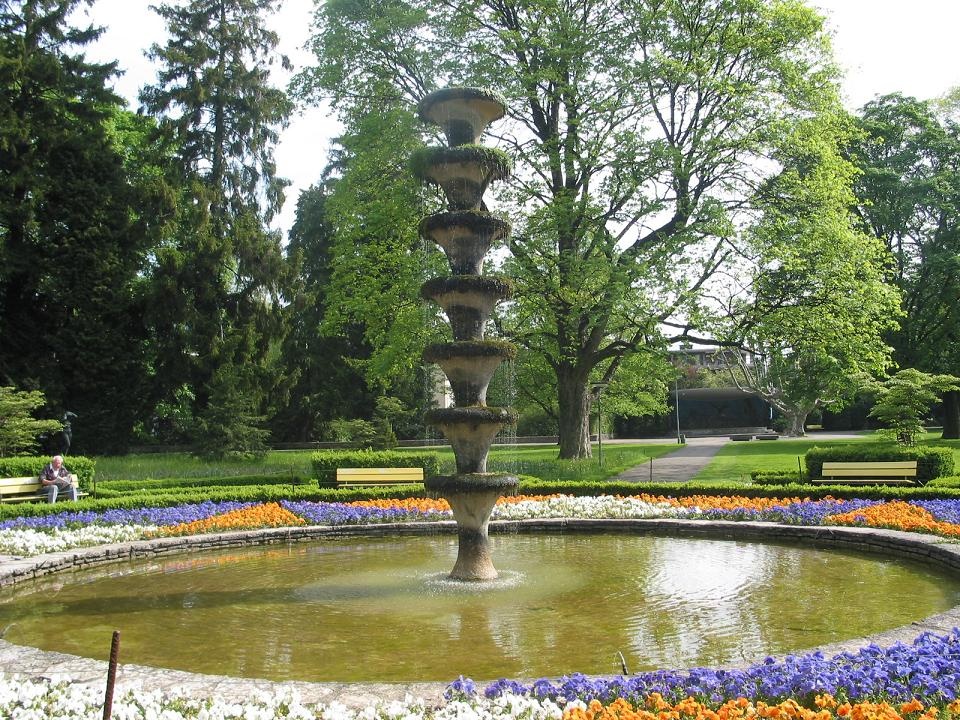
حديقة المدينة
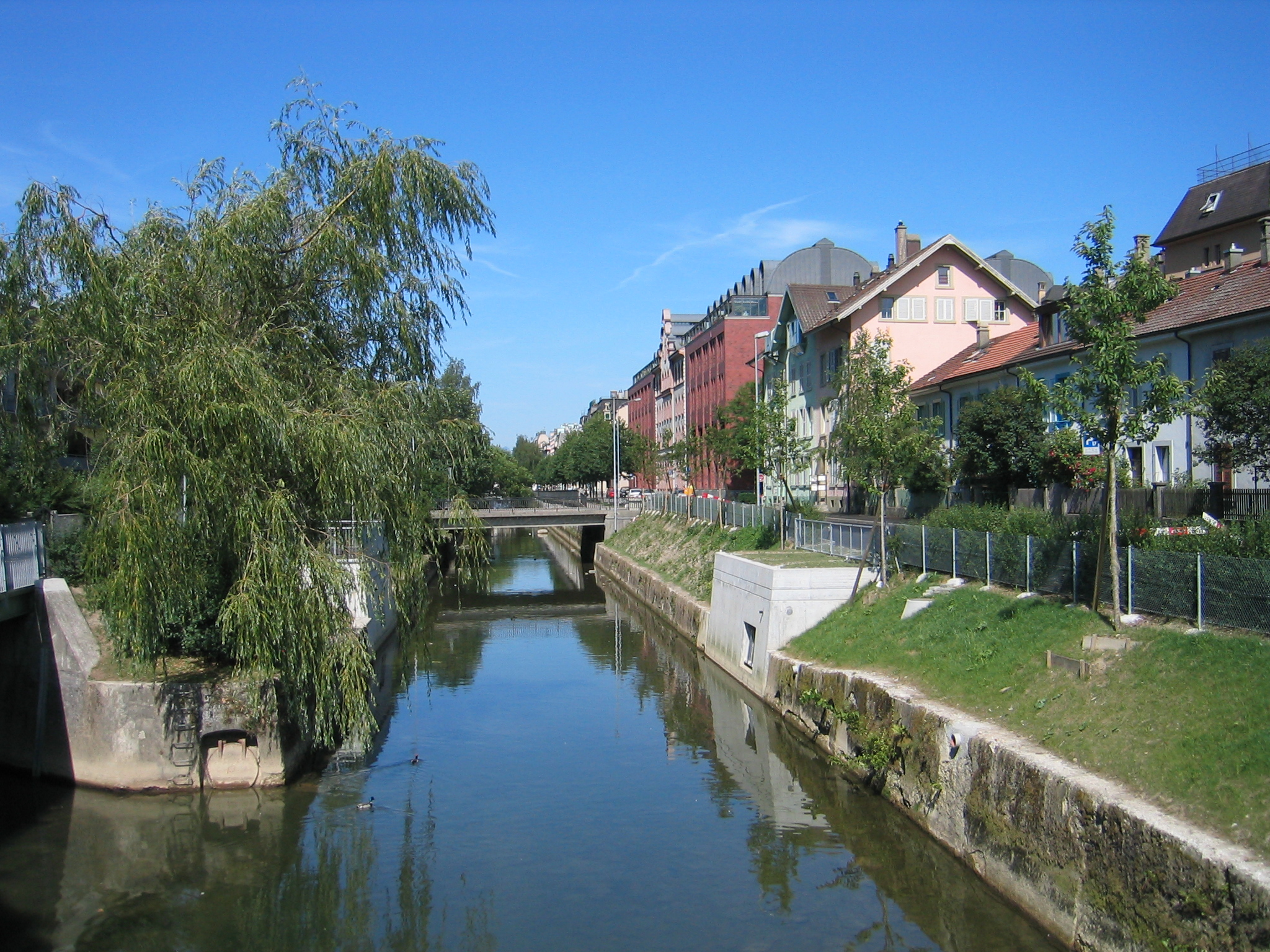
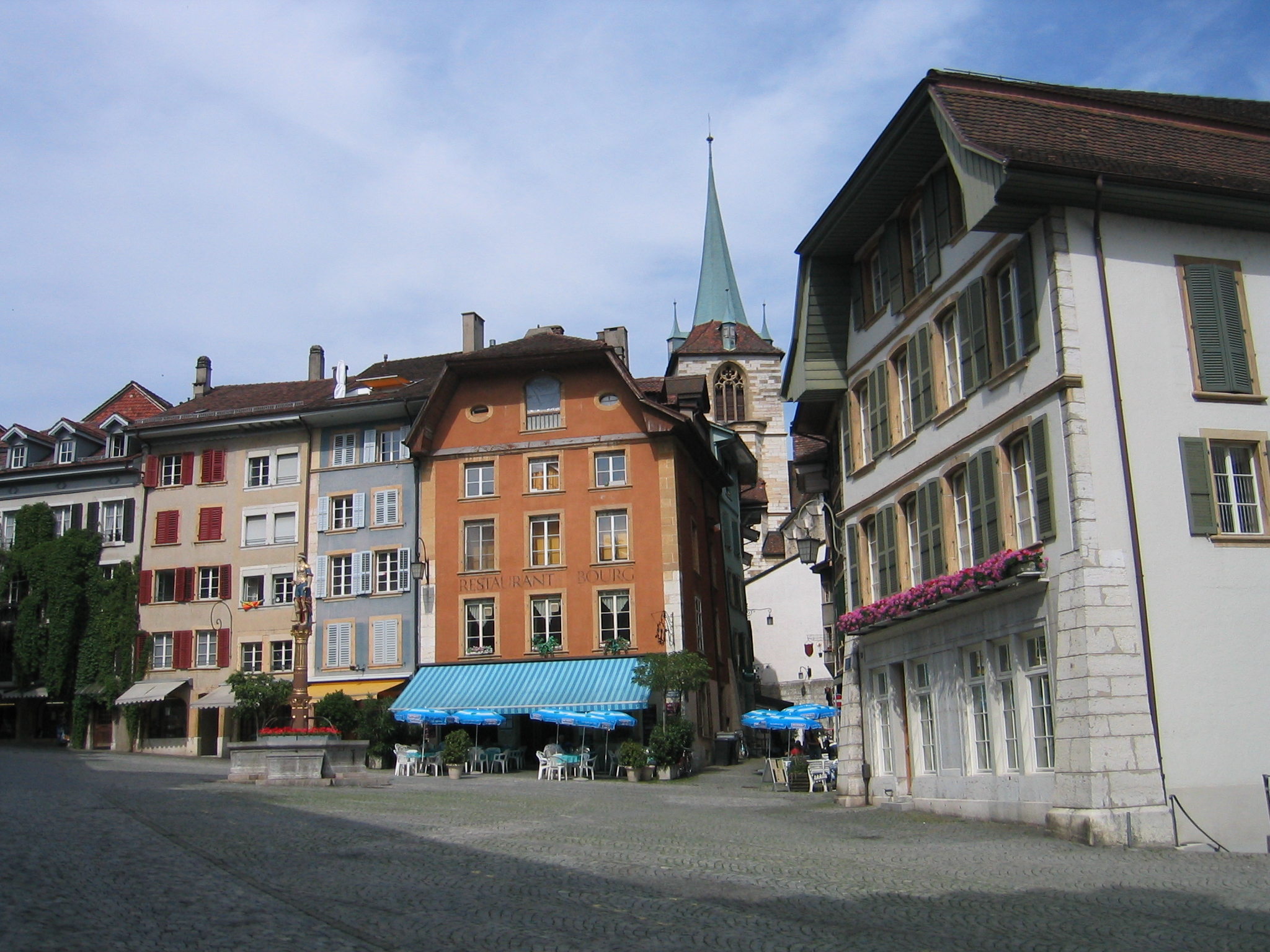
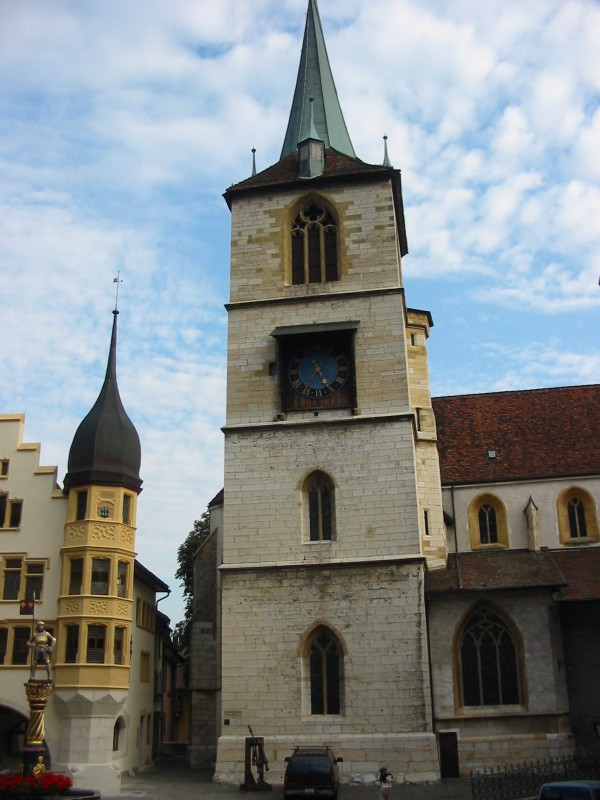
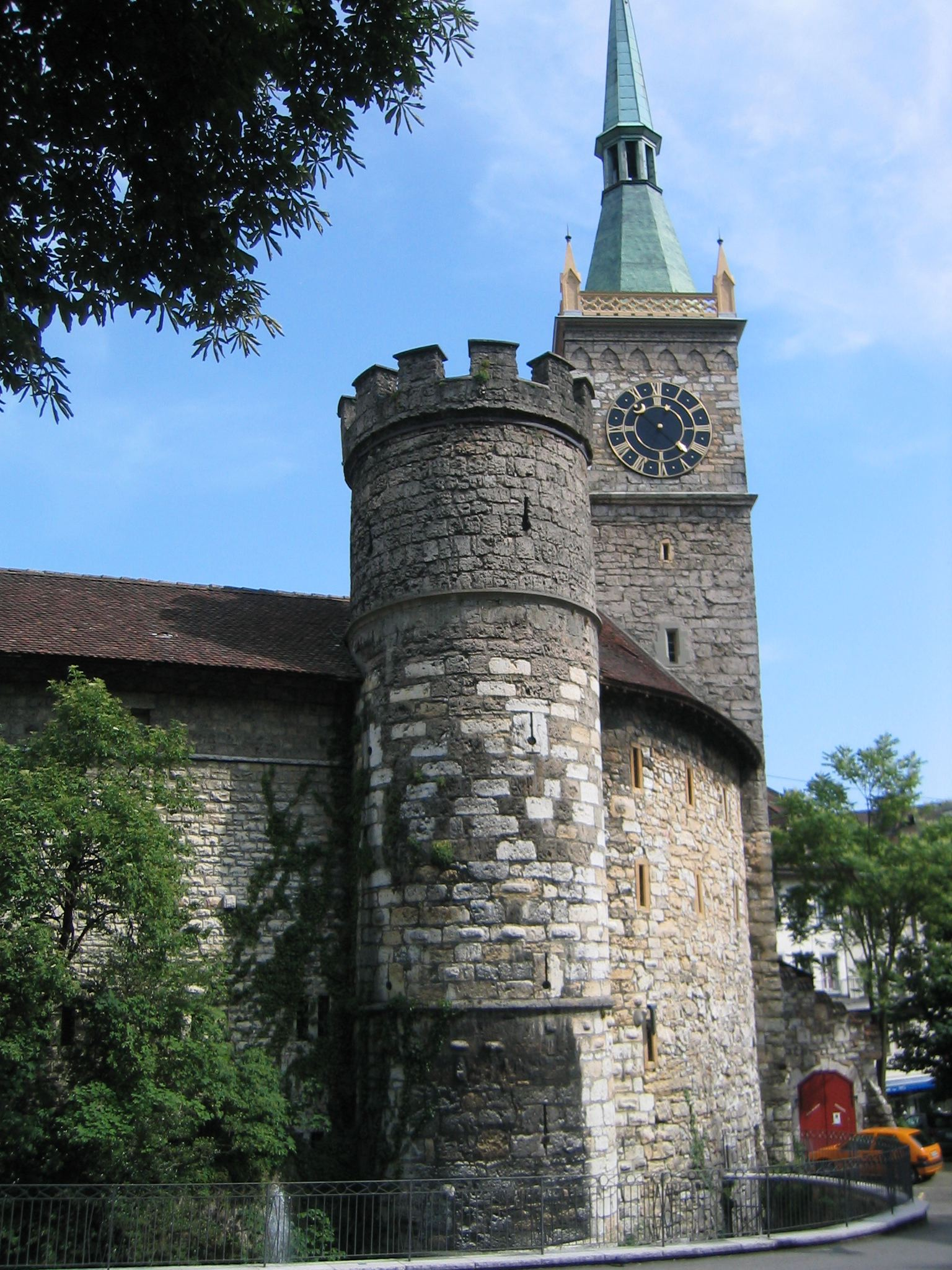
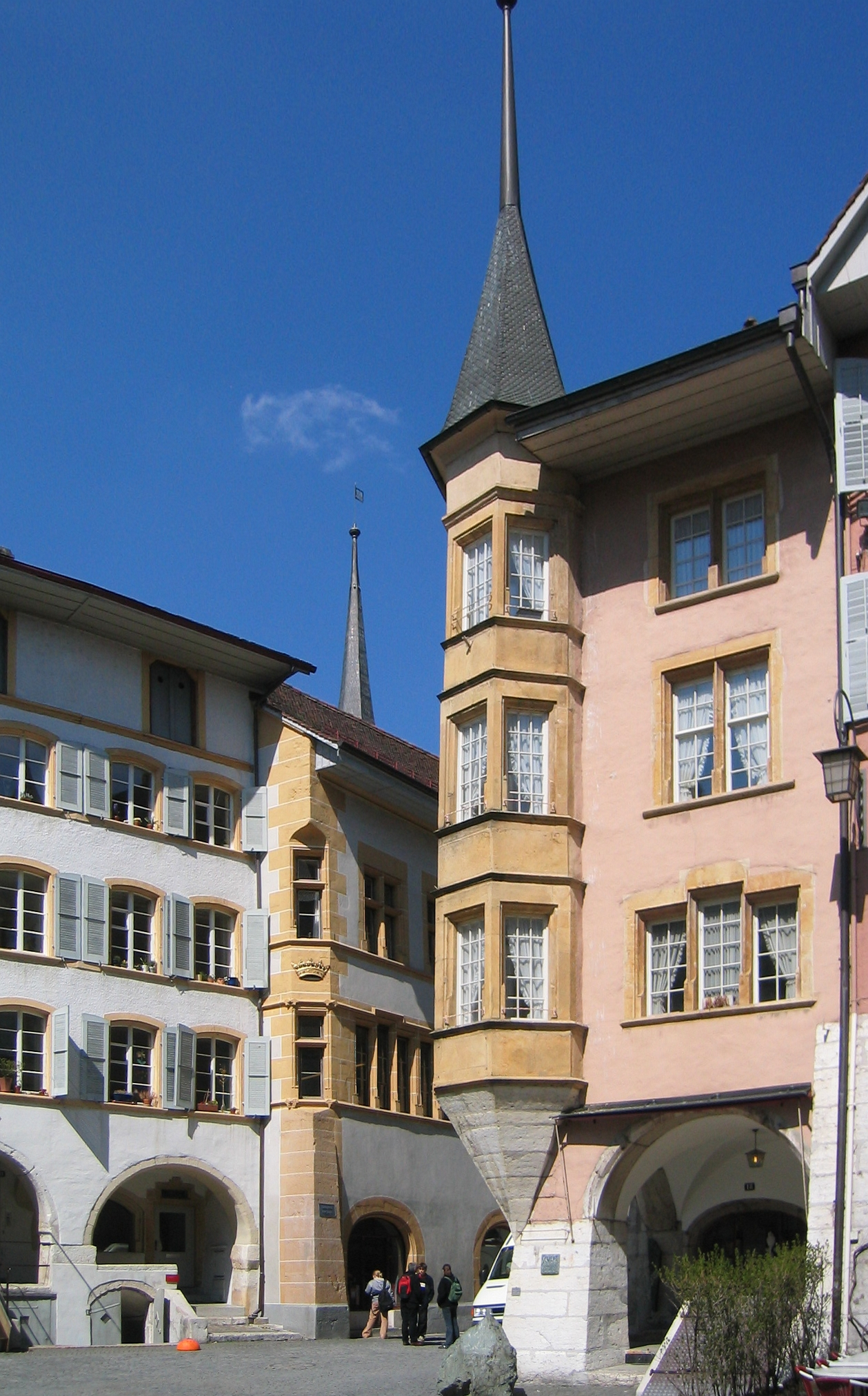
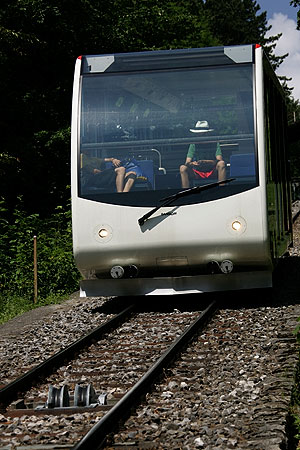
Magglingen

## وصلات خارجية
- موقع الرسمي لبيال/Bienne
- السياحة في بيال منطقة سيلاند
- مركز CentrePasquAr